# نظیفه محمد
نظیفه محمد (سومالیایی: [Nadiifa Maxamed] Error: {{Lang}}: متن دارای نشانه‌گذاری ایتالیک است (راهنما)؛ زادهٔ ۱۹۸۱ (۴۳–۴۴ سال)) یک پدیدآور، و رمان‌نویس اهل سومالی است که تابعیت بریتانیایی دارد.

## زندگی‌نامه
نظیفه در سال ۱۹۸۱ در هرجیسا سومالی متولد شد. پدرش بازرگان دریایی بود و مادرش در هرجیسا مالک یک مهمان‌خانه بود. خانواده او در سال ۱۹۸۶ به دلیل جنگ‌های داخلی در سومالی، به صورت موقت به لندن مهاجرت کردند، اما به دلیل طولانی‌تر شدن جنگ‌های داخلی، تصمیم گرفتند که به صورت دائم در انگلستان زندگی کنند. نظیفه محمد دانش آموختهٔ دانشگاه آکسفورد در رشته تاریخ و سیاست است. نظیفه محمد هم‌اکنون ساکن لندن است و به کار نویسندگی مشغول است. نخستین کتاب نظیفه با نام پسر سیاه مومبا چاپ شد که تقریباً نیمی از آن به شرح حال زمانی می‌پردازد که پدرش در میان دهه‌های ۳۰ و ۴۰ میلادی در یمن زندگی می‌کرد.

## جوایز
- ۲۰۱۰ جایزه ادبی بتی ترسک، پسر سیاه مومبا[۲]
- ۲۰۱۳ گرانتا[۳]